# جريب الغار

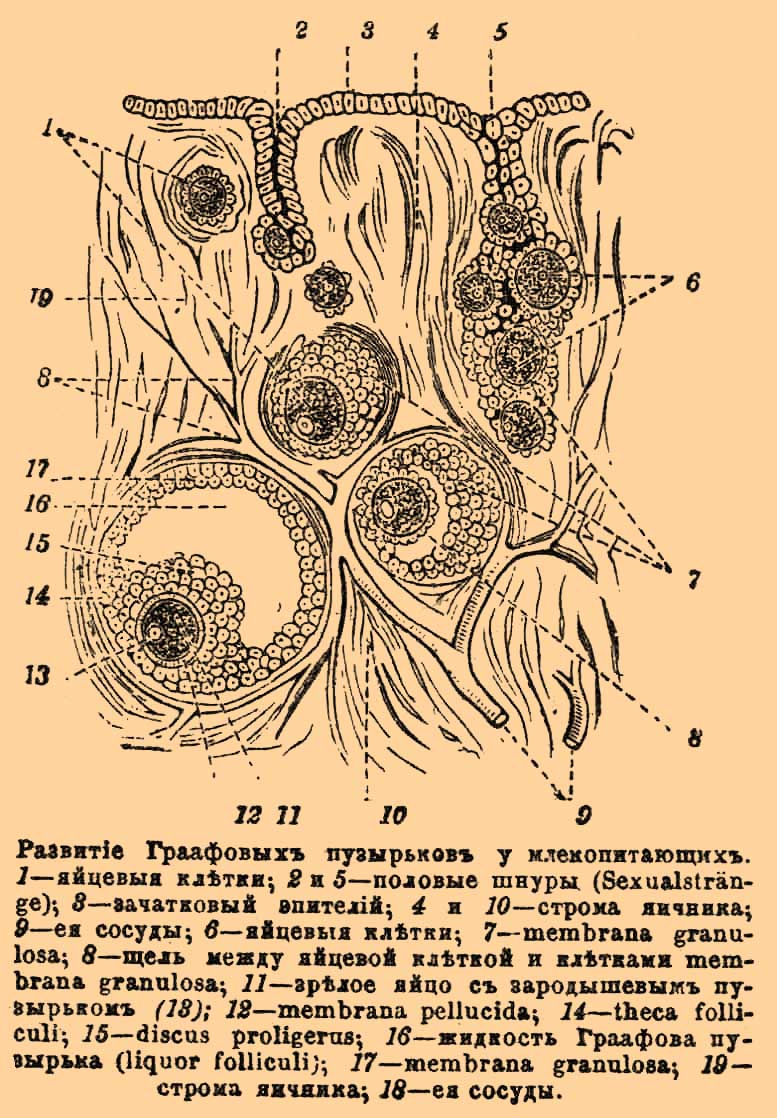
جريب الغار

الجُرَيباتُ الغارِيَّة يُعرف أيضًا باسم جريب غراف هو جريب المبيض خلال المراحل الأخيرة من تكوين الجريبات.
تختلف التعريفات الخاصة بالمكان الذي يحدث فيه التحول إلى الجريب الغار في مرحلة تكوين الجريبات، حيث يذكر البعض على أنها تحدث عند الدخول إلى المرحلة الثانوية، ويشير آخرون إلى أنها تحدث عند الدخول إلى المرحلة الثالثة.